# Pandi
Pandi é um município de  segunda classe de renda municipal (d) na província Bulacan, nas Filipinas. De acordo com o censo de 1 de maio  de  2020 possui uma população de 155 115 pessoas e 37 896 domicílios.